# Will Ahmed
Will Ahmed (...) è un imprenditore statunitense CEO dell'azienda di fitness tracker WHOOP, da lui fondata nel 2012.

## Biografia
Ahmed è cresciuto a Long Island, New York. È figlio unico. Da bambino, ha praticato diversi sport. Ha frequentato la scuola superiore alla St. Paul's School di Concord. Si è laureato all'Università Harvard, dove ha studiato  gestione delle istituzioni pubbliche, ed è stato capitano della squadra di squash.
Nel 2012, mentre era studente ad Harvard, Ahmed ha iniziato a sviluppare una nuova tecnologia indossabile che avrebbe consentito agli atleti di misurare il recupero e ottimizzare le prestazioni. Ahmed sostiene di avere iniziato a creare il prodotto tecnologico dopo aver letto decine di articoli medici. Il primo dispositivo indossabile dell'azienda è stato lanciato nel 2015. Ahmed ha perseguito una strategia di vendita del prodotto alle migliori squadre sportive e agli atleti prima di commercializzarlo a una base di consumatori più ampia, al fine di generare un "effetto alone" per il marchio. Il nuotatore olimpico Michael Phelps e la star dell'NBA Lebron James sono stati tra i primi utenti del dispositivo.
Nel 2021, l'azienda è stata valutata 3,6 miliardi di dollari in seguito all'investimento di 200 milioni di dollari da parte di SoftBank nella società. Sotto la guida di Ahmed, la compagnia ha reclutato investitori tra cui IVP, Eli Manning, Patrick Mahomes e Larry Fitzgerald. Nel 2022, Ahmed ha dichiarato pubblicamente la vittoria su Amazon nella concorrenza riguardante i dispositivi indossabili dopo che Amazon aveva interrotto la produzione del suo prodotto indossabile Halo. Ha affermato che il braccialetto Halo di Amazon era  una copia del dispositivo WHOOP. Amazon ha smentito pubblicamente le accuse.
WHOOP si è trasferita nella sua nuova sede nel quartiere Kenmore Square di Boston nel luglio 2023 e, per il taglio del nastro inaugurale, Ahmed è stato affiancato dal sindaco di Boston Michelle Wu e dal segretario del Lavoro degli Stati Uniti Marty Walsh.
Nel 2023, Ahmed è stato nominato nel Board of Fellows della Harvard Medical School.
Nel maggio 2024, Ahmed ha annunciato che il calciatore portoghese Cristiano Ronaldo aveva investito in WHOOP. Ahmed e Ronaldo hanno fatto l'annuncio in un video Instagram Live a casa di Ronaldo a Riyadh, in Arabia Saudita. Lo stesso mese, Ahmed ha anche annunciato che il dispositivo WHOOP sarebbe stato disponibile per la vendita in India, in seguito alle segnalazioni secondo cui i giocatori di cricket Virat Kohli, Suryakumar Yadav e Shreyas Iyer indossavano WHOOP durante la Coppa del mondo di cricket ICC.